# Peter Clemoes
Peter Alan Martin Clemoes (20 janvier 1920 - 16 mars 1996) est un historien britannique.

## Biographie
Né à Southend-on-Sea et formé à la Brentwood School, il souhaite à l'origine devenir acteur et remporte une bourse pour RADA, mais la Seconde Guerre mondiale survient et il sert dans le Royal Corps of Signals. Après la guerre, il obtient un diplôme d'anglais au Queen Mary College de Londres, qui est suivi d'un travail de troisième cycle sur l'anglo-saxon au King's College de Cambridge, obtenant un doctorat en 1956. Il occupe ensuite une bourse de recherche à l'Université de Reading jusqu'en 1961, date à laquelle il retourne à Cambridge sous la direction de Dorothy Whitelock, qu'il remplace en tant que professeur Elrington et Bosworth d'anglo-saxon au département d'anglo-saxon, de norrois et de celtique en 1969.
Clemoes est le rédacteur en chef de la revue Anglo-Saxon England, une étude annuelle de la littérature sur le sujet, qui comprend également un certain nombre d'articles substantiels.